# Lipník (Mladá Boleslav-i járás)
Lipník település Csehországban, a Mladá Boleslav-i járásban. Lipník Benátky nad Jizerou, Čachovice, Milovice és Všejany településekkel határos. Lakosainak száma 422 fő (2024. január 1.).

## Népesség
A település lakosságának változását az alábbi diagram mutatja:
| Lakosok száma | 570  | 731  | 830  | 235  | 248  | 227  | 330  | 359  | 368  | 422  |
|               | 1869 | 1890 | 1921 | 1950 | 1980 | 2001 | 2017 | 2019 | 2022 | 2024 |